# Спандарамет
Спандараме́т, Сандарамет (сходить до богині ''Спента Армайті'', ''Арматай''), у вірменській міфології дух підземного світу і сам підземний світ. Можливо, Спандарамет був наділений і функціями божества родючості й рослинності. У історика ІХ ст. Товма Арцруні, що передає народні сказання, земля — заїжджий двір бога Спандарамета.